# Illosporium album
Illosporium album är en lavart som först beskrevs av G.H. Otth, och fick sitt nu gällande namn av Pier Andrea Saccardo 1895. Illosporium album ingår i släktet Illosporium, ordningen köttkärnsvampar, klassen Sordariomycetes, divisionen sporsäcksvampar och riket svampar.   Inga underarter finns listade i Catalogue of Life.